# Glyptholapis
Glyptholapis är ett släkte av spindeldjur. Glyptholapis ingår i familjen Macrochelidae.
Kladogram enligt Catalogue of Life:
| Glyptholapis | \| \| Glyptholapis americana \| \| \| \| \| \| Glyptholapis confusa \| \| \| \| |
|              | \| \| Glyptholapis americana \| \| \| \| \| \| Glyptholapis confusa \| \| \| \| |
|              | Geholaspis                                                                      |
|              |                                                                                 |
|              | Macrocheles                                                                     |
|              |                                                                                 |
|              | Glyptholapis americana                                                          |
|              |                                                                                 |
|              | Glyptholapis confusa                                                            |
|              |                                                                                 |

|  | Glyptholapis americana |
|  |                        |
|  | Glyptholapis confusa   |
|  |                        |